# Otto Deiters

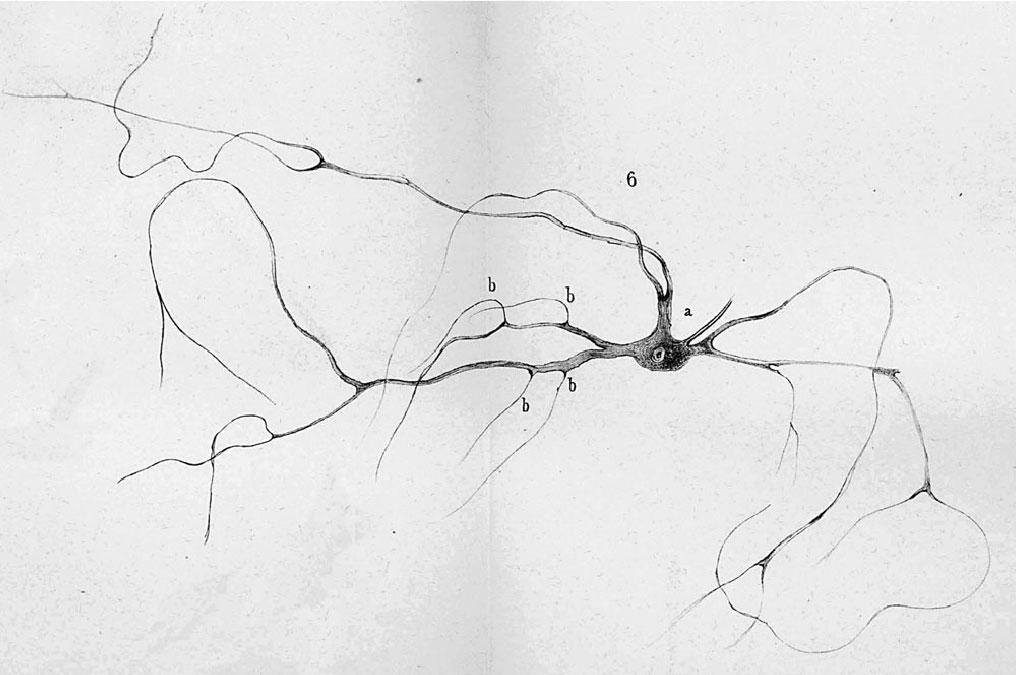
Rycina przedstawiająca neuron z pracy Deitersa z 1865 roku

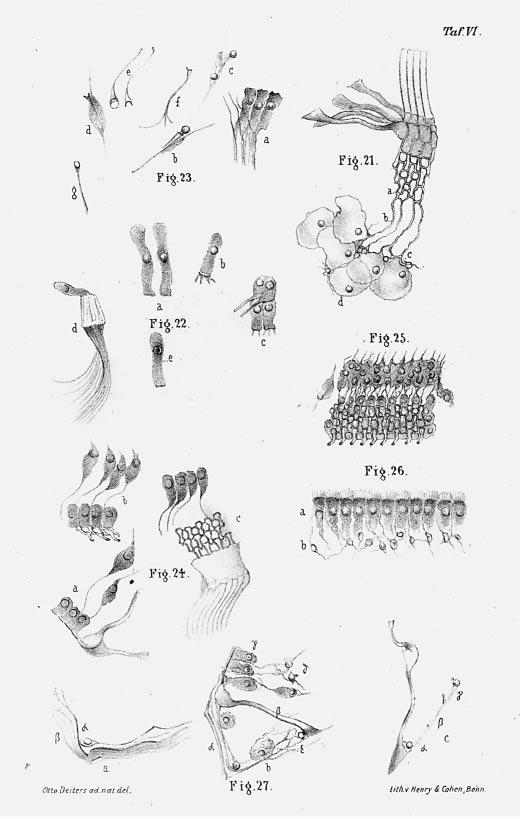
Komórki Deitersa, przedstawione w pracy z 1860 roku

Otto Friedrich Karl Deiters (ur. 15 listopada 1834 w Bonn, zm. 5 grudnia 1863 w Bonn) – niemiecki neuroanatom. Studiował na Uniwersytecie w Bonn i w rodzinnym mieście spędził większość swojej kariery naukowej.

## Życiorys
Urodził się w 1834 roku w Bonn jako syn Petera Franza Deitersa (1804–1861), profesora prawa niemieckiego, i Emilie z domu Bausch. Jego starszy brat Hermann (1833–1907) był filologiem, radcą szkolnym i kompozytorem; dwie młodsze siostry, Wilhelmine (1841–1932) i Paula (1845–1926) były nauczycielkami, pozostały niezamężne.
Deiters uczęszczał do gimnazjum w rodzinnym Bonn. 30 sierpnia 1852 roku zdał egzamin dojrzałości i dostał się na studia medyczne. Jego nauczycielami byli Schröker, Treviranus, Troschel, Johann Jacob Nöggerath, Karl Gustav Bischof, Mayer, Weber i Julius Ludwig Budge. Studia ukończył w 1856 roku. Służbę wojskową odbył w 1857 roku w Berlinie, następnie pracował w tamtejszym Instytucie Patologicznym u Rudolfa Virchowa. W 1858 roku habilitował się i został Privatdozentem na Uniwersytecie w Bonn. Zmarł w 1863 roku w wieku 29 lat na dur brzuszny; jego prace zostały uporządkowane i wydane przez anatoma Maxa Schultzego.

## Dorobek naukowy
Deiters pamiętany jest za badania mikroskopowe nad mózgowiem i rdzeniem kręgowym. Około 1860 roku przedstawił szczegółowy opis komórki nerwowej, nazywając akson („cylinder osiowy”) i opisując dendryty, które zinterpretował jako wypustki protoplazmatyczne pomagające utworzyć sieć neuronalną. Jego nazwisko zostało upamiętnione w eponimicznej nazwie jądra Deitersa, czyli jądra przedsionkowego bocznego, i komórek Deitersa, towarzyszących zewnętrznym komórkom czuciowym ślimaka.

## Wybrane prace
- De incremento musculorum observationes anatomico-physiologicae. Bonnae, 1856
- Merkwürdige Scharlachfälle (1859)
- Ueber den heutigen Stand der Lehre von der Zelle. Deutsche Klinik 11, s. 175–179 (1859)
- Untersuchungen über die Schnecke der Vögel. Archiv für Anatomie, Physiologie und wissenschaftliche Medicin s. 409–460 (1860)
- Untersuchungen über die Lamina spiralis membranacea. Ein Beitrag zur Kenntniß des inneren Gehörganges. Bonn, 1860
- Erklärung, die Lamina spiralis membranacea betreffend. Archiv für Anatomie, Physiologie und wissenschaftliche Medicin 19, s. 445–449 (1860)
- Beitrag zur Histologie der quergestreiften Musklen. Archiv für Anatomie, Physiologie und wissenschaftliche Medicin s. 393–424 (1861)
- Ueber einen Fall von Leuchämie. Deutsche Klinik 13, s. 142; 179; 186; 210 (1861)
- Ueber das innere Gehörorgan der Amphibien. Archiv für Anatomie, Physiologie und wissenschaftliche Medicin s. 262–310 (1862)
- Untersuchungen über Gehirn und Rückenmark des Menschen und der Säugethiere. Nach dem Tode des Verfassers herausgegeben und bevorwortet von Max Schultze. Braunschweig: Vieweg (1865)